# 中佐治村
中佐治村（なかさじそん）は、鳥取県八頭郡にあった自治体である。1896年（明治29年）3月31日までは智頭郡に属した。

## 概要
現在の鳥取市佐治町加瀬木・佐治町高山・佐治町津野に相当する。千代川水系佐治川流域に位置した。
村名は佐治谷の中間部に位置することによる。
藩政時代には鳥取藩領の智頭郡佐治郷（さじのごう）に属する 加瀬木村・高山村・津野村があった。

## 沿革
- 1881年（明治14年）9月12日 - 鳥取県再置。
- 1883年（明治16年） - 連合戸長役場を加瀬木村に設置。
- 1889年（明治22年）10月1日 - 町村制の施行により、加瀬木村・高山村・津野村が合併して村制施行し、智頭郡中佐治村が発足。旧村名を継承した3大字を編成し、役場を加瀬木村に設置[2][3]。
- 1896年（明治29年）4月1日 - 郡制の施行により、八上郡・八東郡・智頭郡の区域をもって八頭郡が発足し、八頭郡中佐治村となる。
- 1910年（明治43年）1月1日 - 口佐治村、上佐治村と合併し、佐治村が発足、役場を大字加瀬木村に定める。同日中佐治村廃止[2][4]。

## 行政

### 戸長
- 加瀬木村外18ヶ村連合戸長役場：西尾幸八[5]
管轄区域：加瀬木村・高山村・津野村（後の中佐治村）、小原村・葛谷村・刈地村・津無村・古市村・大井村・森坪村（後の口佐治村）、福園村・加茂村・畑村・舂谷村・河本村・余戸村・尾際村・中村・栃原村（後の上佐治村）[6]

### 村長
- 仲谷豊蔵：1909年（明治42年）[7]